# Frederick Chiluba
Frederick Jacob Titus Chiluba (Ndola, 30 de Abril de 1943 - Lusaka, 18 de Junho de 2011) sindicalista, foi o presidente da Zâmbia entre 1991 e 2002.